# Rhagodoca ornata
Rhagodoca ornata är en spindeldjursart som först beskrevs av Pocock 1895.  Rhagodoca ornata ingår i släktet Rhagodoca och familjen Rhagodidae.

## Underarter
Arten delas in i följande underarter:
- R. o. ornata
- R. o. tenebrosa